# 상트페테르부르크 지하철
상트페테르부르크 지하철(러시아어: Петербу́ргский метрополитен 페테르부르그스키 메트로폴리텐[*])은 러시아 상트페테르부르크 시의 지하철이다. 1955년 11월 15일에 첫 노선이 개통되었다. 소비에트 연방 시대에는 레닌훈장을 수훈한 V.I.레닌 명칭 레닌그라드 지하철(러시아어: Ленинградский Ордена Ленина Метрополитен имени В.И. Ленина 레닌그라드스키 오르데나 레니나 메트로폴리텐 이메니 베 이 레니나[*])이라는 이름이었다. 모스크바 지하철처럼 화려한 내부 장식으로 이름이 높다.

## 노선
상트페테르부르크 지하철에는 총 5개의 노선이 있다.
| 노선 | 노선명                         | 러시아어                    | 첫 개장 | 거리     | 역   |
| ---- | ------------------------------ | --------------------------- | ------- | -------- | ---- |
|      | 키롭스코 비보륵스카야 선       | Кировско-Выборгская         | 1955년  | 29.7 km  | 19역 |
|      | 모스콥스코 페트로그라츠카야 선 | Московско-Петроградская     | 1961년  | 30.1 km  | 18역 |
|      | 넵스코 바실레오스트롭스카야 선 | Невско-Василеостровская     | 1967년  | 27.6 km  | 12역 |
|      | 프라보베레즈나야 선            | Правобережная               | 1985년  | 11.2 km  | 8역  |
|      | 프룬젠스코 프리모르스카야 선   | Фрунзенско-Приморская линия | 2008년  | 26.2 km  | 15역 |
|      |                                |                             | 총합:   | 124.8 km | 72역 |

## 역사
상트페테르부르크에서의 도시내 고속 교통 기관에 관한 최초의 계획은 적어도 1899년에는 존재했으며, 그것은 고가식 철도를 중심으로 하고 있었다. 그러나 러시아 혁명과 러시아 내전을 거치면서 러시아의 수도는 모스크바로 옮겨졌고 계획은 10년 이상 나오지 않았다. 1935년 모스크바 지하철의 개통을 계기로 1930년대 후반에 상트페테르부르크의 지하철 건설 계획은 다시 부상했다. 하지만 모스크바와 마찬가지로 상트페테르부르크에서의 지하 구조물 굴착은 지하수와 지하 동굴 때문에 일반적으로 어렵다는 것이 판명되었다.
상트페테르부르크의 현대적인 지하철망의 역사는 주요 철도의 터미널역을 모두 연결하는 노선 건설이 시작된 1940년부터 시작되었다. 그러나 제2차 세계 대전으로 인해 계획은 지연되었고, 이 노선은 1955년 11월 15일에 개통되었다. 당초 구간에는 7개 역이 있으며, 몇 달 후에 8번째 역인 푸시킨스카야 역이 개통되었다. 이 구간은 키롭스코 비보륵스카야 선의 일부가 되어, 당초에는 시 중심부의 모스크바 역(상트페테르부르크에 있는 모스크바와의 열차가 발착하는 역)과 시의 남서부에 있는 키롭스키 공업 지대를 연결하고 있었다. 계속해서 북쪽으로 확장이 이루어지면서 1958년에는 네바강을 통과하는 구간이 개통되었고, 나아가 1970년대 중반에는 새로운 주택 개발이 진행되던 북쪽 구간을 연결하기 위하여 비보륵스키 지구까지 건설되었다. 1978년에는 시의 경계를 넘어 레닌그라드주까지 연장되었다.
2번째 남북 노선인 모스콥스코 페트로그라츠카야 선 건설은 1번째 노선 개통 이후에 바로 시작되었으며, 1960년에는 테흐놀로기체스키 인스티투트 역- 파르크 포베디 역이 개통되었다. 1963년에는 고리콥스카야 역까지 북쪽으로 확장되었는데, 이때 테흐놀로기체스키 인스티투트 역이 소련에서 처음으로 대면 환승을 할 수 있는 역이 되었다. 모스콥스코 페트로그라츠카야 선은 1970년과 1972년에 남쪽으로 연장되었고, 1982년과 1988년에는 북쪽으로 연장되었다. 파르나스 역까지의 마지막 북쪽 연장 구간은 몇 차례의 지연을 거쳐 2006년에 개통되었다.
3번째 노선인 넵스코 바실레오스트롭스카야 선은 1967년에 첫 구간이 개통되었고, 이어 1970년, 1979년, 1981년, 1984년에 여러 차례의 연장으로 바실리옙스키섬과 도시의 중심부, 남동부의 네바강 좌안에 있는 공업 지대가 연결되었다. 2018년에는 상트페테르부르크에 위치한 2018년 FIFA 월드컵 경기장인 크레스톱스키 스타디움까지 북쪽으로 연장되었다.
4번째 노선인 프라보베레즈나야 선은 1985년에 시가 중심부보다 먼저 네바강 우안에 형성된 새로운 주택지를 오가는 구간이 개통되었고, 이어 1991년에 시가 중심부에 도달하였다. 1990년대 후반에는 북서부 구간 연장 공사가 진핻되었다.
상트페테르부르크의 거친 지질은 종종 지하철 건설공사를 방해했다. 최악의 사례는 1970년대에 진행된 키롭스코 비보륵스카야 선의 터널 구간 공사 도중에 일어났는데 이는 네바강 지하에 동굴이 발견되었기 때문이다. 기술자들은 어떻게든 터널을 완성했지만, 1995년에 이 구간의 터널은 폐쇄할 수밖에 없었고 레스나야 역-플로샤치 무제스토바 역 구간은 한동안 침수된 상태로 있었다. 9년 이상 동안 이 노선의 이북 구간은 지하철망 이외의 구간에서 물리적으로 분할되었고, 2004년 6월에 새로운 터널이 개통되면서 원래대로 회귀했다.
2008년에는 프라보베레즈나야 선의 일부가 분할되면서 새로운 5번째 노선인 프룬젠스코 프리모르스카야 선이 되었다. 프룬젠스코 프리모르스카야선은 북부에 위치한 프리모르스키 지구와 남부에 위치한 프룬첸스키 지구를 연결하는 노선이다.

## 같이 보기
- 지하철 목록